# My Apocalypse
Singles de Metallica
The Day That Never Comes
(2008) Cyanide
(2008)
My Apocalypse est le 42e single du groupe de heavy metal américain Metallica, et le deuxième de l'album Death Magnetic. Une introduction de la chanson d'une durée de 1:03 utilisée pendant les concerts du groupe a été publiée en 2009 en téléchargement légal et gratuit sur le site livemetallica.com. Les paroles de cette chanson contiennent le titre de l'album, Death Magnetic, puisque l'album ne contient aucune chanson éponyme.

## Composition du groupe
- James Hetfield – chant, guitare rythmique
- Kirk Hammett – guitare solo
- Robert Trujillo – basse
- Lars Ulrich – batterie, percussions
- Rick Rubin – Producteur
- Ted Jensen – Enregistrement
- Greg Fidelman – Mixage